# Daridża
Daridża (arab. الدارجة, ad-dāriǧa; marok. arab. d-dariža) – grupa dialektów maghrebskich języka arabskiego, niekiedy uznawana za samodzelny język. Dzieli się na dialekty algierski, libijski, marokański, tunezyjski i hassanijję. Charakteryzuje się dużym wpływem języków berberyjskich oraz francuskiego i hiszpańskiego na słownictwo, wymowę i gramatykę.